# Rhett and Link's Buddy System
Rhett and Link's Buddy System (conosciuto come Buddy System) è una webserie statunitense creata, scritta ed interpretata dagli YouTuber, Rhett James McLaughlin, Charles Lincoln Neal, III, per YouTube Red.
La serie ha debuttato sul canale YouTube di McLaughlin e Neal, Good Mythical Morning.
Il duo ha annunciato la produzione della serie il 23 giugno 2016. Al momento del rilascio, la serie è stata un successo, con l'episodio pilota gratuito che ha attualmente 8,7 milioni di visualizzazioni. Variety riportò, nel marzo 2017, che lo show era la "serie digitale numero 1 negli Stati Uniti".
L'8 maggio 2017, Rhett e Link hanno annunciato nel video "2 Month Old Burrito" che la serie era stata rinnovata per una seconda stagione. Le riprese della seconda stagione si sono svolte per sette settimane durante l'estate 2017.
Il 16 novembre 2017, Rhett e Link hanno pubblicato il trailer della seconda stagione, pubblicata il 29 novembre 2017.

## Trama
La serie segue la ricerca di Rhett e Link per riprendere il controllo del loro famoso talk show mattutino Good Mythical Morning e il canale sul quale è stato caricato da Aimee Brells, una pubblicità per una vendita di prodotti molto strani.

## Episodi

### Prima stagione
| n° | Titolo                    | Pubblicazione    |
| -- | ------------------------- | ---------------- |
| 1  | Tucked Up                 | 19 ottobre 2016  |
| 2  | Super Special Secret Bike | 19 ottobre 2016  |
| 3  | You Ding, I Ding          | 26 ottobre 2016  |
| 4  | Rolling On Turds          | 2 novembre 2016  |
| 5  | The Magic Is Real         | 9 novembre 2016  |
| 6  | Soul Searchin             | 16 novembre 2016 |
| 7  | Another We                | 23 novembre 2016 |
| 8  | Kill The Naughty Boy      | 30 novembre 2016 |

### Seconda stagione
| n° | Titolo             | Pubblicazione    |
| -- | ------------------ | ---------------- |
| 1  | To Kill a Robot    | 29 novembre 2017 |
| 2  | Sanctuary          | 29 novembre 2017 |
| 3  | Taste Test         | 29 novembre 2017 |
| 4  | Spa Trip           | 29 novembre 2017 |
| 5  | Virtual Rhettality | 29 novembre 2017 |
| 6  | A Frontier Story   | 29 novembre 2017 |
| 7  | Silent Fight       | 29 novembre 2017 |
| 8  | Missing Link       | 29 novembre 2017 |

## Personaggi e interpreti
- Rhett, interpretato da Rhett James McLaughlin.
- Link, interpretato da Charles Lincoln Neal, III.
- Maxwell, interpretato da Page Kennedy.
- Aimee Brells, interpretata da Leslie Bibb.
- Mandip, interpretato da Mario Revolori.
- Bodyguard, interpretata da Lauren Powers.
- George, interpretato da Adam Gregor.
- Dylan, interpretato da Tobias Jelinek.
- Magician's Assistant, interpretata da Jenna Bryant.
- Ronda, interpretata da Molly Shannon.
- Vampire Magician, interpretato da Chris Parnell.
- Link da piccolo, interpretato da Tyler Kaplan.

## Riconoscimenti
- 2017 - Streamy Awards[12]
  - Comedy Series